# Mistrzostwa Europy w układaniu Kostki Rubika 2004
Mistrzostwa Europy w układaniu Kostki Rubika 2004 (ang European Rubik's Games Championship 2004) – oficjalny turniej w speedcubingu o charakterze międzynarodowym zorganizowany przez World Cube Association.
Na organizatora mistrzostw wybrano Holandię. Mistrzostwa odbyły się w Nemo Science Centre w Amsterdamie w dniach 7 i 8 sierpnia. W Mistrzostwach wzięli udział zawodnicy z 15 państw w łącznej liczbie 47 osób.
Oficjalnym delegatem WCA był Ron van Bruchem.

## Konkurencje
| Konkurencja         | Imię i nazwisko    | Najlepszy     | Średnia    | Państwo  | Ułożenia                      |
| ------------------- | ------------------ | ------------- | ---------- | -------- | ----------------------------- |
| Kostka Rubika       | Lars Vandenbergh   | 14.95         | 16.19 ER   | Belgia   | 17.01 15.63 19.25 15.93 14.95 |
| Kostka 4x4x4        | Olivier Gaucher    | 1:21.42       | 1:27.21ER  | Francja  | 1:33.41 1:26.80 1:21.42       |
| Kostka 5x5x5        | Lars Vandenbergh   | 2:17.09       | 2:30.35 WR | Belgia   | 2:38.44 2:35.53 2:17.09       |
| 3x3x3 Bez patrzenia | Dror Vomberg       | 4:11.12       | 4:11.12    | Izrael   | DNF 4:11.12                   |
| 3x3x3 Liczba ruchów | Zbigniew Zborowski | 31 NR         | 31         | Polska   | 31                            |
| 3x3x3 Jedną ręką    | Jarosław Nowicki   | 45.56 ER      | 45.56      | Polska   | 50.70 45.56                   |
| 3x3x3 Stopami       | Kåre Krig          | 5:44.32 WR    | 5:44.32    | Szwecja  | 5:44.32                       |
| Rubik's Clock       | Stefan Pochmann    | 9.64          | 10.78 WR   | Niemcy   | 10.63 12.07 9.64              |
| 4x4x4 Bez patrzenia | Dror Vomberg       | 19:14.00 WR   | 19:14.00   | Izrael   | DNF 19:14.00                  |
| 5x5x5 Bez patrzenia | Stefan Pochmann    | 2:34:36.00 WR | Niemcy     | Niemcy   | 2:34:36.00                    |
| Rubik's Magic       | Jaap Scherphuis    | 1.47 NR       | 1.60 WR    | Holandia | 3.03 1.66 1.54 1.59 1.47      |